# Zapped (película)
Zapped (¡Applucinante! en España) es una película original de Disney Channel protagonizada por Zendaya y Spencer Boldman. Se estrenó el 27 de junio de 2014 en los Estados Unidos, teniendo durante su estreno una audiencia de 5.7 millones de espectadores. En Latinoamérica se estrenó el 10 de agosto de 2014 y en España el 19 de septiembre del mismo año.

## Historia
Zoey Stevens (Zendaya) es una chica de 16 años y una bailarina especializada. Su vida cambia cuando su madre se casa con un nuevo hombre y tendrá que lidiar con tres hermanos revoltosos, y un perro llamado Humfrey que hará su vida imposible.
Zoey llega a su nueva escuela, donde conoce a Rachel (Chanelle Peloso), su primera amiga que la ayuda a conseguir su salón. Erróneamente, Rachel la lleva al salón incorrecto, y un alumno llamado Jackson (Spencer Boldman) se ofrece a llevarla al salón correcto, ahí ellos se conocen. Jackson llama a Zoey, cariñosamente "Smartphone" porque Zoey la mayoría del tiempo está mirando la pantalla del celular.
Zoey va al parque a pasear a Humfrey, y se encuentra con Jackson, y ahí Zoey se da cuenta de que él no es solo "cool" sino que el chico estaba leyendo el libro""Matar a un ruiseñor", que casualmente es el libro favorito de Zoey, y ahí se conocen mejor.
Zoey quiere entrar al equipo "A" de baile, pero la capitana Taylor (Emilia McCarthy), (quien actuó con recelo al ver a Jackson hablar con Zoey y por eso no le agrada), no la quiere dejar entrar. Zoey insiste, pero Taylor la manda al equipo "B" donde están los peores bailarines, al igual que a Rachel. Zoey cree que es el peor día de su vida. Cuando regresa de su escuela, Humfrey hace un desorden en el cuarto de Zoey, después Zoey va a ir al baño y por culpa del perro se le cae el teléfono a la bañera, su hermano recoge el teléfono y lo seca con la toalla. Accidentalmente lo seca muy fuerte y tira el celular por la ventana. El teléfono pasa por la antena, donde agarra una carga mágica y después cae en la comida del perro. Zoey agarra el teléfono y lo deja secando en arroz, después de un rato se seca y revisa si todas sus cosas todavía estaban ahí y si seguían. Humfrey la estaba molestando, así que Zoey decidió ver si una app arreglaba ese problema. Encontró una aplicación que si decías algo al perro iba a escuchar una melodía y te hará caso.
Zoey intentó hacerlo, pero Humfrey no le hacía caso, así que se metió el teléfono en el bolsillo (lo que no sabía Zoey, es que la app en vez de controlar a perros, controlaba a los chicos). Unos de sus hermanos estaba cocinando algo muy asqueroso y le ofrece a Zoey, ella le dice que devuelva eso a la cocina, él escucha la melodía de la app y devuelve esa comida asquerosa a la cocina.
Zoey llega a la escuela y le cuenta a Rachel lo que pasó en su casa. Después Zoey se encuentra con Trip, y la empieza a fastidiar, ella le dice que ya deje de ser tan fastidioso y que sea amable con todos, Trip (Jedidiah Goodacre) y del escuchó la melodía y se vuelve amable con Zoey y todo el mundo. Rachel se da cuenta de que Zoey tiene una aplicación que controla a los chicos. Taylor entra al baño, pero no llega a escuchar. Zoey quiere probrar si la app funciona también con chicas, así que le dice a Taylor que baile, ruede, salte, pero no funciona con las chicas.
Zoey tiene su primer ensayo con su equipo de baile, y la eligen capitana del equipo, ella ve que su equipo es un asco, así que usa su app y les ordena ser los mejores bailarines del mundo. Taylor se pone celosa al ver que repentinamente se volvieron muy buenos. Zoey habla con la directora de la escuela, para que el grupo donde estaba ella se tomara en cuenta, así que la directora acepta y dice que harán una competencia de baile a ver de cual de los dos equipos baila mejor y Taylor se pone molesta. Cuando Zoey sale de la oficina, se encuentra con el chico de la otra vez y él la invita a cenar, ahí él confiesa que su nombre es Jackson.
Zoey va con Jackson al Pizza Rode Delicious, y empiezan a hablar. Zoey sin saber que hacer en una cita, se le escapó que eso era una cita y Jackson se siente extraño. Zoey se toma un tiempo, y llama a Rachel para que la aconseje, pero Rachel no sabe lo que es estar en una cita y le cuelga. Zoey ve a unos chicos y les dice con la app, que coqueteen con ella, para que Jackson se ponga celoso y le tenga más cariño a Zoey. Ella regresa de su cita y habla con su hermano Adam (Adam DiMarco), y él le dice que no fue tan difícil adaptarse a esa familia y a una nueva hermana.
Zoey al día siguiente se encuentra con su equipo de baile y les vuelve a decir con la app que sean los mejores bailarines del mundo pero no es lo mismo ya que la mayoría de los integrantes desea dejar el equipo y no tiene las mismas ganas de bailar como antes, Taylor aprovecha esa problema y les dice que si ella fuera su amiga le aconsejaría que se retiraran de la competencia pero ya que no lo es solo les desea suerte en modo de burla. Zoey, molesta le ordena a su app que el equipo de Taylor confunda derecha con izquierda y el equipo oponente se vuelve un desastre, Zoey se burla de Taylor muy feo, Jackson mira la escena y cree que Zoey es la mala. Zoey se disculpa con Jackson, pero él no la quiere perdonar. Ella sin querer dice en la app que él la besara y Jackson la besó la mejilla.
Las cosas empeoran, porque Zoey ha deseado cosas muy malas que ponen mal su entorno, y quiere arreglar las cosas. Zoey va al baño y deja su teléfono inteligente, Taylor agarra su teléfono y revisa su app mágica. Taylor llega al partido de baloncesto como una diosa y Zoey se da cuenta de que Taylor tiene su teléfono. Ella se lo pide, a cambio de que ella hará todo lo que quiera ella, aunque la app no controle a las chicas. Todos los que fueron controlados, se unen con Zoey, incluyendo a Jackson. 
Zoey logra recuperar su teléfono y dice en su app que todos sean libres y todos vuelven con sus defectos. Taylor le dice a Zoey que ella no es nadie sin su celular, Zoey demuestra lo contrario arrojando su celular al piso, lo pisa y lo tira a la basura.
Jackson le confiesa a Zoey que gusta de ella, y Zoey también le dice de que gusta de él. Ya que los dos saben que se gustan, Jackson invita a Zoey a una cita real.
Comienza la competencia de baile, el equipo de Taylor baila y los jueces le ponen un 7 de calificación. Después baila el equipo de Zoey y esta vez sin usar un app, bailaron como profesionales, y le ponen un 10 de calificación, ellos ganan y Zoey le da las gracias a su amiga, Rachel, a su equipo y a su familia.
En una escena poscréditos, dos estudiantes en detención encuentran el teléfono y se enciende, y se nota la aplicación.

## Elenco
- Zendaya como Zoey Stevens.
- Spencer Boldman como Jackson Kale.
- Emilia McCarthy como Taylor Dean.
- Chanelle Peloso como Rachel Todds.
- Adam DiMarco como Adam Thompson.
- Samuel Patrick Chu como Charlie.
- Lucia Walters como Jeannie Stevens.
- Jedidiah Goodacre como Tripp Van Winkle.
- Louriza Tronco como Yuki.
- Andrew Herr como Ogre Boy.
- William Ainscough como Ben Thompson.
- Aleks Paunovic como Ted.
- Milo Shandel como Profesor.
- Drew Tanner como chico sin camisa.

### Doblaje al español
| Personaje     | Actor original  | Actor de doblaje (Hispanoamérica) | Actor de doblaje (España) |
| ------------- | --------------- | --------------------------------- | ------------------------- |
| Zoey Stevens  | Zendaya         | Constanza Lechuga                 |                           |
| Jackson Kale  | Spencer Boldman | Arturo Cataño                     |                           |
| Adam Thompson | Adam DiMarco    | Pablo Meneses                     |                           |
| Rachel Todds  | Chanelle Peloso | Cecilia Gómez                     |                           |
| Taylor Deans  | Emilia McCarthy | Erika Ugalde                      |                           |

## Estrenos internacionales
| País | Canal                                | Estreno                  | Título                          | Ref.  |
| --- | ------------------------------------ | ------------------------ | ------------------------------- | ----- |
| Estados Unidos | Disney Channel                       | 27 de junio de 2014      | Zapped                          | [ 1 ] |
| Canadá | Family Channel                       | 27 de junio de 2014      | Zapped                          | [ 2 ] |
| Reino Unido Irlanda | Disney Channel Reino Unido e Irlanda | 18 de julio de 2014      | Zapped                          | [ 3 ] |
| Argentina · Bolivia · Chile · Colombia · Cuba · Costa Rica · Ecuador · El Salvador · Guatemala · Honduras · Nicaragua · México · Panamá · Paraguay · Perú · República Dominicana · Uruguay · Venezuela | Disney Channel Latinoamérica         | 10 de agosto de 2014     | Zapped                          | [ 1 ] |
| Brasil | Disney Channel Brasil                | 10 de agosto de 2014     | Zapped                          | -     |
| Japón | Disney Channel Japón                 | 26 de agosto de 2014     | ゾーイの秘密アプリ              | -     |
| Israel | Disney Channel Israel                | 31 de agosto de 2014     | זאפד                            | [ 4 ] |
| España | Disney Channel España                | 19 de septiembre de 2014 | ¡Applucinante!                  | -     |
| Polonia | Disney Channel Polonia               | 20 de septiembre de 2014 | Zaplikowani                     | -     |
| Portugal | Disney Channel Portugal              | 20 de septiembre de 2014 | Zapp!                           | -     |
| Francia | Disney Channel Francia               | 23 de septiembre de 2014 | Zapped, Une Application d'Enfer | -     |
| Italia | Disney Chanel Italia                 | 27 de septiembre de 2014 | Zapped - La nuova vita di Zoey  | -     |
| Australia Nueva Zelanda | Disney Channel Australia             | 27 de septiembre de 2014 | Zapped                          | -     |